# Anguloa dubia
Anguloa dubia, es una orquídea de hábito terrestre originaria de  Sudamérica.

## Características
Es una orquídea de gran tamaño o medio, de hábito terrestre, que prefiere el clima cálido al frío, con el  pseudobulbo verde oscuro, con pequeñas espinas después de la caída de las hojas y que lleva 3 hojas. Florece en la primavera en Colombia y en verano en el cultivo en el norte, con una inflorescencia de 15 cm de largo con una sola flor con 3-4 brácteas  y que lleva una flor muy olorosa similar a las Gaultherias.

## Distribución y hábitat
Se encuentra en Colombia en elevaciones de 1200 a 1800 metros.

## Taxonomía
Anguloa dubia fue descrita por Heinrich Gustav Reichenbach y publicado en The Gardeners' Chronicle & Agricultural Gazette 1: 764. 1882.
Etimología
Anguloa (abreviado Ang.): nombre genérico otorgado en honor de  "Francisco de Angulo", director de las minas de Perú y un aficionado a las orquídeas del tiempo en que llegaron  Ruiz y Pav. a ese país.
dubia: epíteto latino que significa "dudosa".
Sinonimia
- Anguloa clowesii var. uniflora Stein
- Anguloa × ruckeri var. speciosa Regel	[2][5][6]